# Кожичи

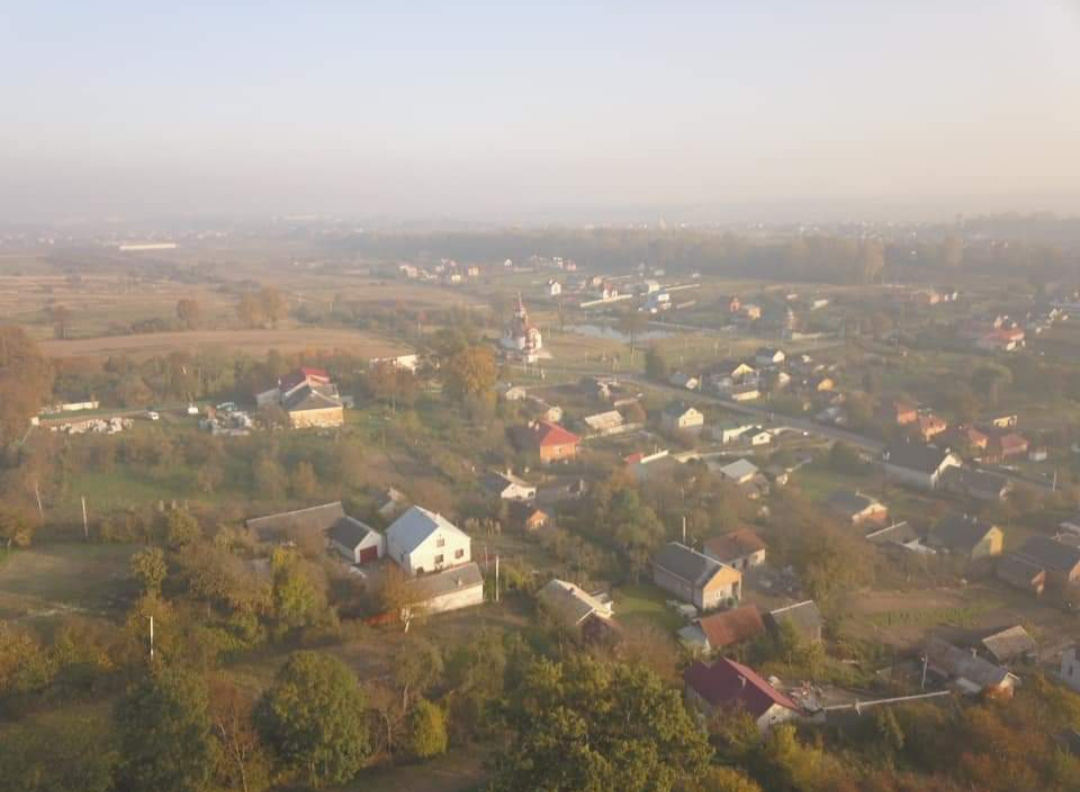
Панорама села Кожичи

Кожичи (укр. Кожичі) — село в Ивано-Франковской поселковой общине Яворовского района Львовской области Украины.
Население по переписи 2001 года составляло 557 человек. Занимает площадь 0,97 км². Почтовый индекс — 81083. Телефонный код — 3259.